# Ludwig Erdmann
Ludwig Erdmann (* 7. Februar 1820 in Böddeken, Regierungsbezirk Minden; † vor 1891 in Düsseldorf) war ein deutscher Maler der Düsseldorfer Malerschule.

## Leben
Ludwig Erdmann (eigentlich Carl Ludwig Erdmann) studierte von 1841 bis 1846 an der Kunstakademie Düsseldorf, zunächst Porträt-Malerei in der Elementarklasse, ab 1842 in der Vorbereitungsklasse, ab 1843/44 in der 2. Malklasse bei Theodor Hildebrandt, ab 1846 dann in der Architekturklasse bei Rudolf Wiegmann und schließlich noch im gleichen Jahr in der 1. Malklasse bei Friedrich Wilhelm von Schadow. Mit Semesterende musste Erdmann die Akademie „aus Mangel an Mitteln die Akad. verlassen“ (Vermerk Schadows in den Schülerlisten). Ab sofort lebte Erdmann als freischaffender Maler in Düsseldorf, hielt sich für seine Malerei aber wiederholt in seiner ostwestfälischen Heimat auf. Von 1852 bis 1856 war Erdmann Mitglied des Düsseldorfer Künstlervereins Malkasten. Er widmete sich vor allem der Lithographie und der Genremalerei.

## Werk
Ludwig Erdmann war vor allem für heitere und humoristische Bilder von „angenehmem Chlorid.“ bekannt. Dabei handelte es sich vor allem um Genreszenen aus einem dörflichen und kleinbürgerlich-städtischen Milieu. Der Dichter Wolfgang Müller von Königswinter lobte bereits 1854 Erdmanns Erfindungsreichtum und seine „drolligen Gedanken“. Die wenigen in der Literatur beschriebenen bzw. durch Abbildungen bekannte Arbeiten von Erdmann zeigen liebenswürdig-verschrobene, karikaturistisch typisierte Hagestolze, Philister und Sonderlinge, die an das Motiv- und Figurenrepertoire von Carl Spitzweg erinnern. Erdmanns Gemälde wurden schon früh für ihr harmonisches Kolorit, effektvolle Lichtführung, anekdotische Zuspitzung und narrativen Detailreichtum sowie eine feinmalerisch-virtuose Technik gelobt, wie sie für die Düsseldorfer Schule bekannt war. Neben seiner deutlichen Figurencharakterisierung dokumentiert zum Beispiel seine Bleistiftzeichnung Im Atelier (1852), welche für die Düsseldorfer Monatshefte (Bd. 5) abgedruckt wurde, seine zeichnerische Begabung. Mit zahlreichen solcher Zeichnungen beteiligte sich Erdmann unter anderem an den Düsseldorfer Monatsheften (beispielsweise 1852, Nr. 1, Tafel 48) und am Düsseldorfer Künstler-Album (vor 1855). Reproduktionen seiner Zeichnungen sind zudem in dem Werk Deutsche Spruchwörter und Spruchreden in Bildern und Gedichten zu finden, einer Sammlung von 20 Lithographien von Werken bekannter Düsseldorfer Maler wie Rudolf Jordan, Wilhelm Camphausen, Henry Ritter. In einer Ausgabe der Düsseldorfer Monatsheften von 1952 stehen die ersten Initialen von Erdmann auf einem Blatt mit zwei Männern, welche den jüdischen Pferdehändler fragen, warum er nur einen Sporn trage. Eine zweite Originallithographie ist mit Judenverfolgung betitelt. Erdmann lieferte auch Zeichnungen zum Holzschnitt.

## Arbeiten (Auswahl)

### Gemälde und Zeichnungen (Auswahl)
Von seinen meist humoristischen und gemütvollen Bildern sind bekannt:
- Fischerfamilien beobachten eines ihren in Seenot geratenen Schiffe (1842)
- Ein Anstreicher in Bewunderung der von ihm an die Wand gemalten Blumen (1846)
- Der Schuster lehrt seinen Vogel pfeifen
- Der Kavalier (1850)
- Im Atelier (1852)
- Ein Blumenfreund erblickt den Schaden, den Ziegen seinen Rosen angetan (1852)
- Die Sonntagsjäger (1853)
- Ertapptes Liebespaar (1854)
- Die Sonntagsjäger (1854)
- Der Morgen nach dem Maskenball
- Bildnis Carl von Gaugreben in Ritterrüstung[9]
- Der zufriedene Künstler
- Der Blumenfreund und die Ziegen im Garten
- Drei Berauschte, vom Jahrmarkt heimkehrend
- Die gefährliche Überfahrt (The hazardous crossing)
- Unterhaltung am Zaun

### Illustrationen (Auswahl)
- In: Deutsche Sprüchwörter und Spruchreden in Bildern und Gedichten. – Düsseldorf: Arnz, 1852. Digitalisierte Ausgabe der Universitäts- und Landesbibliothek Düsseldorf